# Hong Kong en los Juegos Paralímpicos de Atenas 2004
Hong Kong estuvo representado en los Juegos Paralímpicos de Atenas 2004 por un total de 24 deportistas, 15 hombres y nueve mujeres.

## Medallistas
El equipo paralímpico hongkonés obtuvo las siguientes medallas:
| Nombre                                                | Deporte                    | Evento                         |
| ----------------------------------------------------- | -------------------------- | ------------------------------ |
| Oro                                                   |                            |                                |
| So Wa Wai                                             | Atletismo                  | 200 m T36 masculino            |
| Leung Yuk Wing                                        | Bochas                     | Individual BC4 mixto           |
| Lau Yan Chi Leung Yuk Wing                            | Bochas                     | Dobles BC4 mixto               |
| Yu Chui Yee                                           | Esgrima en silla de ruedas | Espada individual A femenino   |
| Yu Chui Yee                                           | Esgrima en silla de ruedas | Florete individual A femenino  |
| Chan Yui Chong                                        | Esgrima en silla de ruedas | Florete individual B femenino  |
| Chan Yui Chong Fan Pui Shan Wong Kit Mui Yu Chui Yee  | Esgrima en silla de ruedas | Espada por equipos femenino    |
| Chan Yui Chong Fan Pui Shan Wong Kit Mui Yu Chui Yee  | Esgrima en silla de ruedas | Florete por equipos femenino   |
| Fung Ying Ki                                          | Esgrima en silla de ruedas | Florete individual A masculino |
| Hui Charn Hung                                        | Esgrima en silla de ruedas | Florete individual B masculino |
| Chan Kam Loi Fung Ying Ki Hui Charn Hung Tai Yan Yun  | Esgrima en silla de ruedas | Sable por equipos masculino    |
| Plata                                                 |                            |                                |
| So Wa Wai                                             | Atletismo                  | 100 m T36 masculino            |
| So Wa Wai                                             | Atletismo                  | 400 m T36 masculino            |
| Fan Pui Shan                                          | Esgrima en silla de ruedas | Espada individual A femenino   |
| Fan Pui Shan                                          | Esgrima en silla de ruedas | Florete individual A femenino  |
| Chan Yui Chong                                        | Esgrima en silla de ruedas | Espada individual B femenino   |
| Hui Charn Hung                                        | Esgrima en silla de ruedas | Sable individual B masculino   |
| Chan Kam Loi Fung Ying Ki Hui Charn Hung Kwong Wai Ip | Esgrima en silla de ruedas | Florete por equipos masculino  |
| Bronce                                                |                            |                                |
| Kwong Wai Ip                                          | Esgrima en silla de ruedas | Espada individual A masculino  |